# Feldgendarmerie
Feldgendarmerie var betegnelsen for enheder, der opretholdt disciplin og anden tjeneste, som senere blev betegnet som militærpolititjeneste i hære fra anden halvdel af det 19. århundrede til afslutningen af 2. verdenskrig.
I Tyskland var brystpladen i en kæde om halsen identificerende for medlemmerne, og de fik øgenavnet Kettenhunde (lænkehunde). I den sidste halvdel af 2. verdenskrig henrettede Feldgendarmerie titusinder af desertører ud fra Hitlers ordre: "Der Soldat kann sterben, der Deserteur muss sterben" (Soldaten kan dø, desertøren skal dø).
| Militær | Spire Denne artikel om militær er en spire som bør udbygges. Du er velkommen til at hjælpe Wikipedia ved at udvide den. |